# جون أوليفر (لاعب كريكت)
جون أوليفر (25 نوفمبر 1918 في المملكة المتحدة - 24 فبراير 1992 في المملكة المتحدة) (بالإنجليزية: John Oliver)‏ هو لاعب كريكت بريطاني (وحمل سابقاً جنسية المملكة المتحدة لبريطانيا العظمى وأيرلندا). لعب مع نادي مقاطعة بيدفوردشير للكريكت ‏ والمقاطعات الوطنية للكريكيت الإنجليزي والويلزي ‏.

## وصلات خارجية
- جون أوليفر على موقع إي آس بي آن كريك إنفو (الإنجليزية)